# Dirk Olthuis
Dirk Olthuis (Hoorn, 1 maart 1877 – Semarang, 21 januari 1945) was een Nederlands directeur en politicus.
Hij werd geboren als zoon van Frans Olthuis (timmerman) en Johanna Mol. Hij werkte als ambtenaar bij de gasfabriek in zijn geboorteplaats voor hij in 1900 benoemd werd tot onderdirecteur bij de Nederlands Indische Gas Maatschappij (NIGM; later OGEM). Rond 1903 fungeerde hij enige tijd als waarnemend directeur in Semarang. Hij was adjunct-directeur van de gasfabriek in Soerabaja voor hij in 1908 als directeur van de Surinaamse tak van NIGM naar Suriname ging om in Paramaribo een gasfabriek te beginnen. Een jaar later vond de officiële opening plaats. Bij de parlementsverkiezingen van 1912 werd hij verkozen tot lid van de Koloniale Staten. Eind 1915 gaf hij het Statenlidmaatschap op vanwege verlof in Nederland. Toen hij in 1916 in Paramaribo terugkeerde was hij intussen getrouwd met Elisabeth Maria Agatha van Wageningen Walstra. Hij verliet in 1918 Suriname en werd als directeur opgevolgd door P.J.M. Payens. Olthuis vestigde zich in Hoorn maar vertrok later weer naar Nederlands-Indië.
Daar overleed hij in 1945 op 67-jarige leeftijd in het jappenkamp Bangkong te Semarang.